# Municipio de Limestone (condado de Montour)
El municipio de Limestone  (en inglés: Limestone Township) es un municipio ubicado en el condado de Montour en el estado estadounidense de Pensilvania. En el año 2000 tenía una población de 1.004 habitantes y una densidad poblacional de 28.9 personas por km².

## Geografía
El municipio de Limestone se encuentra ubicado en las coordenadas 41°04′00″N 76°42′59″O / 41.06667, -76.71639.

## Demografía
Según la Oficina del Censo en 2000 los ingresos medios por hogar en la localidad eran de $41,369 y los ingresos medios por familia eran $43,906. Los hombres tenían unos ingresos medios de $35,652 frente a los $22,262 para las mujeres. La renta per cápita para la localidad era de $16,426. Alrededor del 11,4% de la población estaban por debajo del umbral de pobreza.